# 어뢰

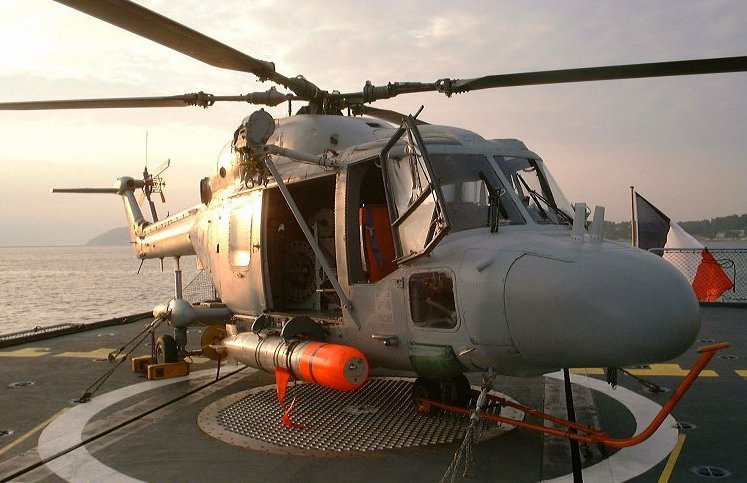
프랑스 해군의 링크스 대잠헬기가 MK-46경어뢰를 탑재하고있다.

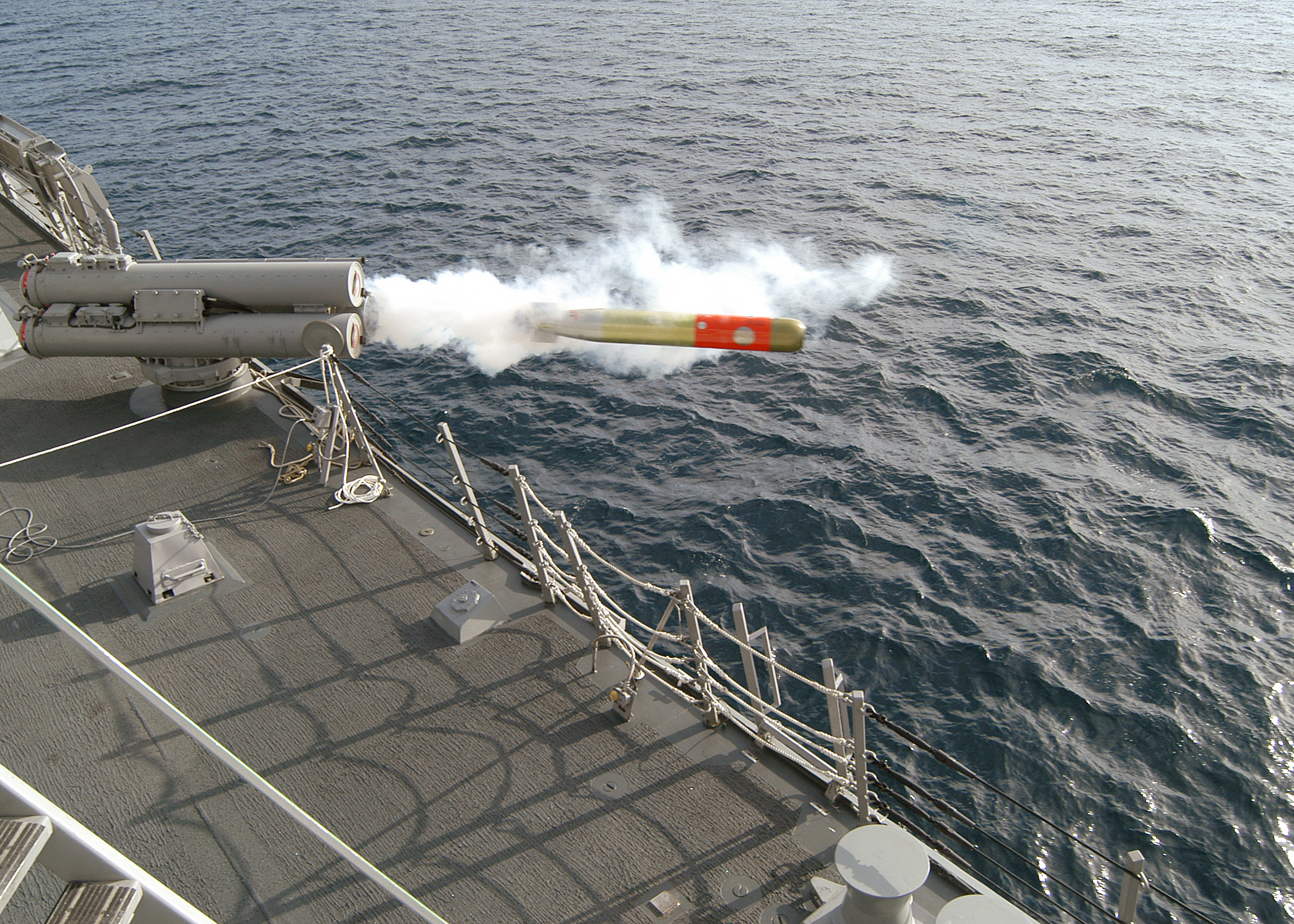
미국 해군 함정이 MK-46경어뢰를 발사하고 있다.

어뢰(魚雷, 영어: torpedo)는 자체적으로 추진하는 폭발성 발사체 무기이자 함선 공격용 수뢰로, 수면 위 또는 수면 아래로 발사되어 물 속에서 자체 추진으로 표적을 향하며, 충돌할 때나 표적에 접근할 때 폭파되도록 설계된다. 본래 어형수뢰의 약자이며 현대식 어뢰는 1866년에 오스트리아 해군의 지오반니 루피스(Giovanni Luppis)와 영국의 엔지니어 로버트 화이트헤드(Robert Whitehead)가 발명했다.

## 역사
화포가 출현한 이후, 군함은 대구경의 화포를 탑재함과 동시에 두꺼운 장갑을 두르기 시작했다. 이를 격파하기 위해서는 대구경 함포가 필요하므로 군함은 더욱 커질 수 밖에 없었으나, 소형함에게도 대형함을 격파할 수 있는 무장이 출현하게 된다.
어뢰의 시초라 할 수 있는 역사는 좀 더 오랜 역사로 거슬러 올라가야 한다. 처음에는 기뢰가 주로 이용되었는데 어뢰의 조상쯤 되는 무기를 제임스 1세의 지시에 콜네리우스 드레벨(Cornelius Drebbel,1572~1633)이 개발했으며 1626년 라로셸 공성전에 사용되어 폭발하는데 성공했다.
미국 독립 전쟁당시 미국의 터틀(Turtle)급 잠수함이 영국 군함에게 어형수뢰를 발사했으나 실패했다.

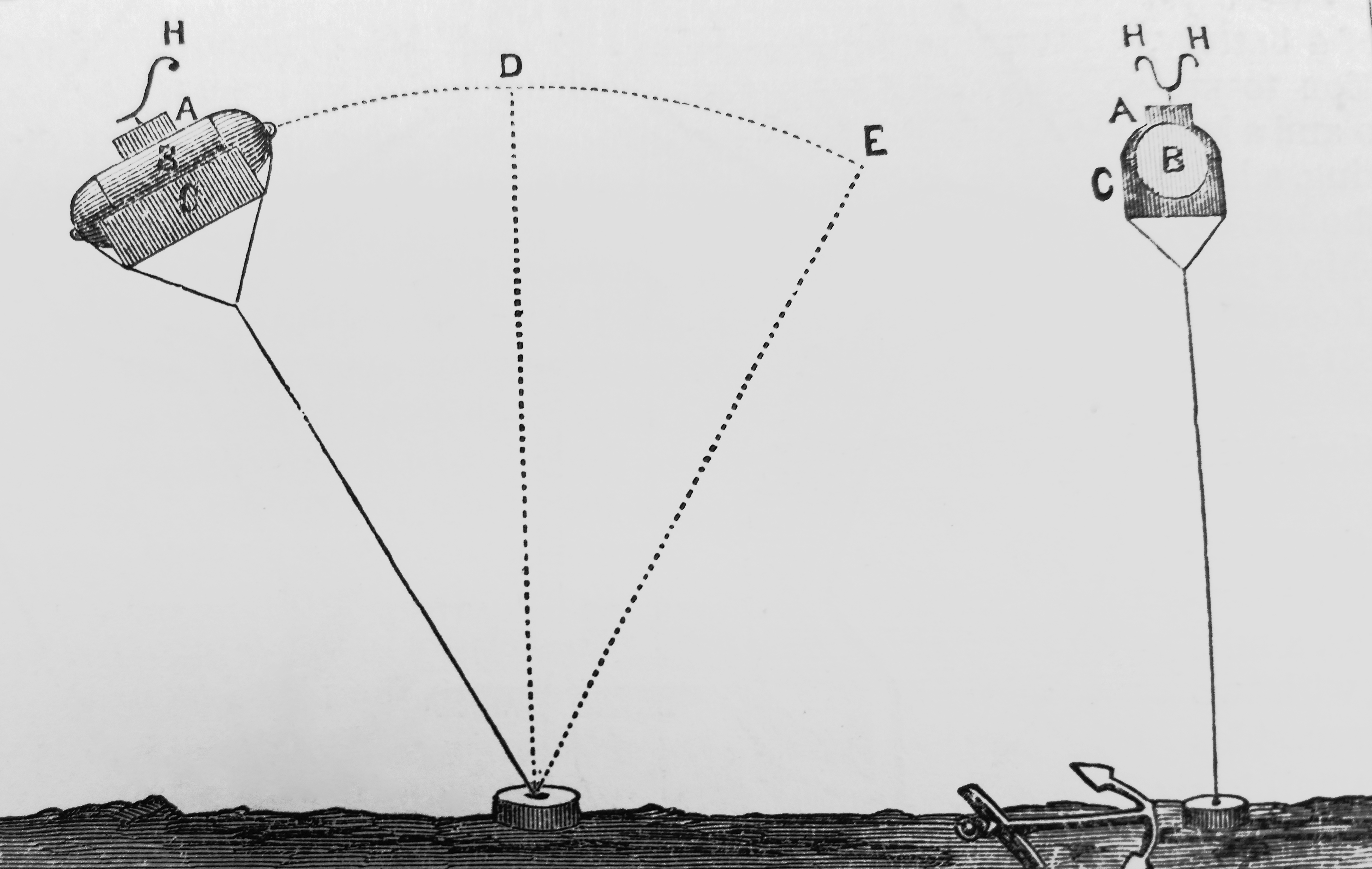
1800년대 미국의 개발자 풀톤이 구상한 어뢰

1800년대에 풀톤은 프랑스에서 어뢰가 떠있다가 적함에 장착되어 공격하는 방식을 구상하게 되었다.1805년 풀톤은 화약 82kg을 탑재한 어형수뢰를 공개했지만 영국 해군은 해군력이 약한 국가가 해군력 강한 국가에 대한 큰 전쟁 억지력을 발휘할 수 있다는 이유로 구매를 거부하는 등 경계심을 나타냈다. 특히 1812년 전쟁에서 영국 해군 전함 HMS Ramillies가 뉴욕 항구에서 격침되기도 했으며 뉴욕 항구를 보호하는데 성공했다.
1855년, 크림 전쟁에서도 러시아 제국에 의해 핀란드 만에서 작전중인 영국 군함이 이형식의 어형수뢰에 공격받기도 했다.
이런 형식의 어뢰는 흔히 기뢰라고도 불렸으며 나중에 현대 어뢰와 현대 기뢰 둘의 조상이 되었다.기뢰는 항구 봉쇄 또는 몰래 잠입하여 적 군함에 부착-폭파하는 형태로 오랜기간 사용되어 왔다. 남북 전쟁에서도 많이 사용되었다. 하지만 이 장치는 굉장히 원시적이였고 중간에 폭발하는 사고도 있었다. 그래서 전기 뇌관도 등장하게 되었으며 1862년 미국 해군의 카이로(Cairo)가 이 전기 뇌관 어뢰에 접촉해 침몰하기도 했다. 스파링 어뢰도 존재했었는데 주로 남부에 의해 사용되었다.폭발 장치 30 피트 (9.1 미터) 길이 후 폭발물을 공격 용기의 활에서 앞으로 수중에 돌출해 스파의 끝 부분에 장착했다.

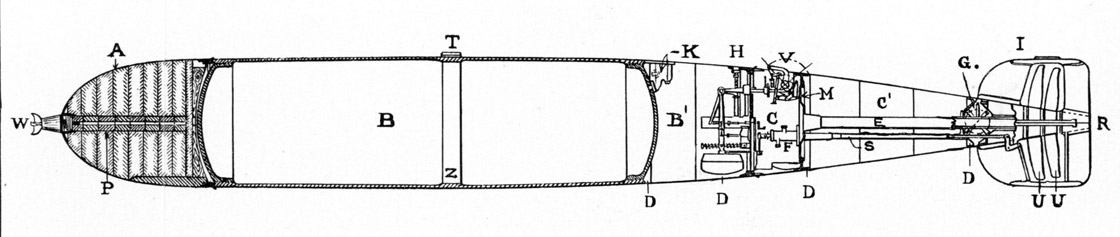
화이트헤드가 구상한 어뢰.사정거리640m에 최대7노트의 속도를 낼 수 있다.

현대식 어뢰는 앞에서도 서술했듯이 1866년 로버트 화이트헤드에 의해 개발되었으며 이 기뢰에 추진 시스템을 부착하여 직접 맞추거나 수중에서 폭파시킬때의 충격을 이용하여 함정을 파괴하는 무기가 바로 어뢰이다.그의 이름을 딴 "화이트헤드 어뢰"가 개발되었다.오스트리아 해군 장교 G 루피스와 개발했으며 1866년 12월 21일,오스트리아 제국 해군 위원회에 의해 배치되게 된다. 특히 아드리아해로 영역을 넓히고 있던 오스트리아 해군입장에선 주변국과의 해군 격차를 매꿀 수 있다고 판단했다.
어뢰는 그 특성상 함포보다 대량의 폭약을 장비할 수 있고, 적절한 공격방식을 선택하면 단 1발로도 적의 대형 전함을 격파할 수 있는 무기였으므로 소형함, 특히 구축함과 경순양함의 주요 무장으로 선택되었다. 또한 수중에서도 쉽게 발사할 수 있었으므로, 잠수함의 기본 무장으로 선택된다.

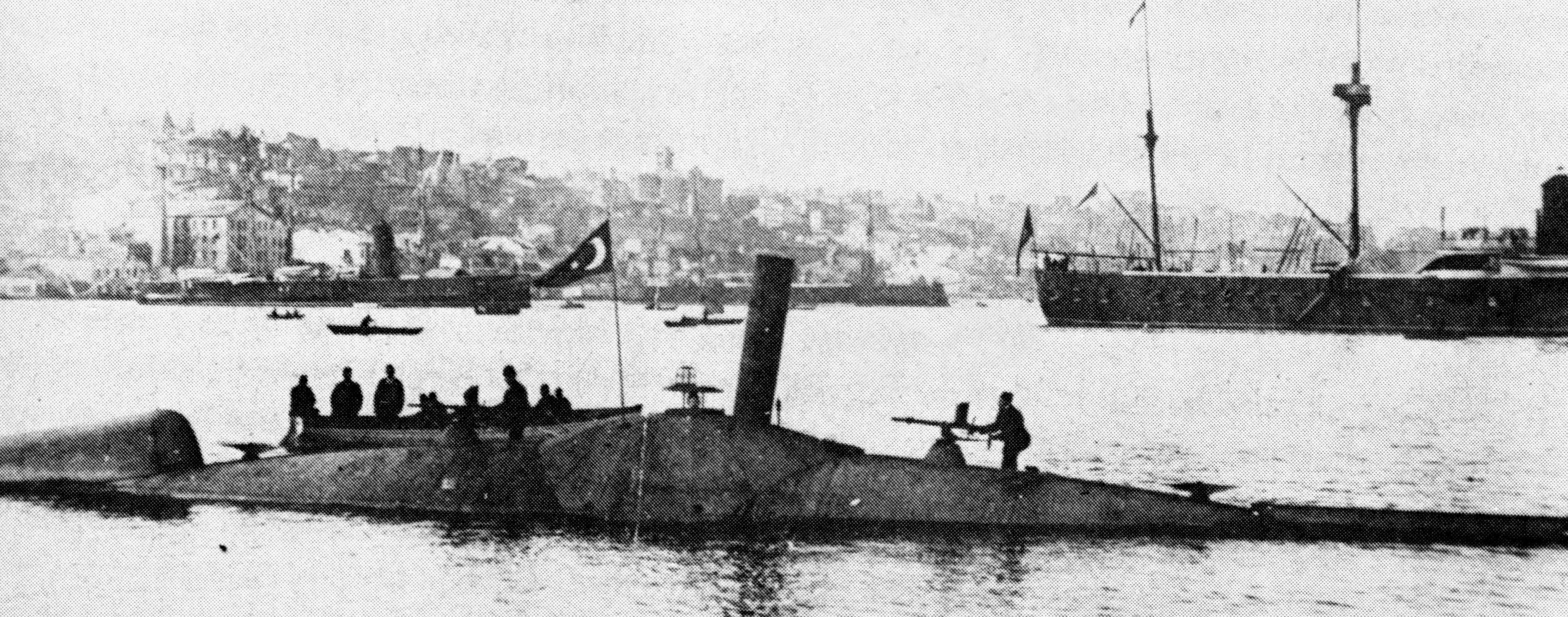
1866년에 촬영된 오스만 제국해군 잠수함 '압둘 하미드' 이 군함은 잠항한 상태에서 어뢰를 발사한 역사상 최초의 함정이다.

이런 현대식 어뢰는 많은 분쟁에서 사용되어왔으며 러시아-튀르크 전쟁 (1877년)기간중 1878년,러시아군 어뢰정에 의해 격침된 터키의 증기선이 역사상 최초로 어뢰에 격침당한 군함으로 기록을 남기게 된다.1891년 칠레 내전 기간 동안 칠레군 호위함이 보트에서 발사한 어뢰에 의해 침몰되기도 한다. 청나라의 이홍장은 이 소식들을 듣고 감명을 받아 1876년, 톈진에서 전기추진식 어뢰를 개발할 수 있는 능력을 확보한다.
러일전쟁에서 러시아 제국과 일본 제국이 양측에 거의 300여 발의 어뢰를 발사했으며 두척의 장갑 순양함과 한척의 구축함이 침몰되는 결과를 낳게 된다.1905년 5월 27일,일본 제국 해군 제독 도고 헤이하치로는 러시아 제국 해군 기함에게 자함의 12인치 함포를 발사해 손상을 입힌뒤 일본군 어뢰정이 접근해 17발의 어뢰가 발사되었으며 결국 그 기함은 900명의 승조원과 함께 바다에 가라앉게 된다.

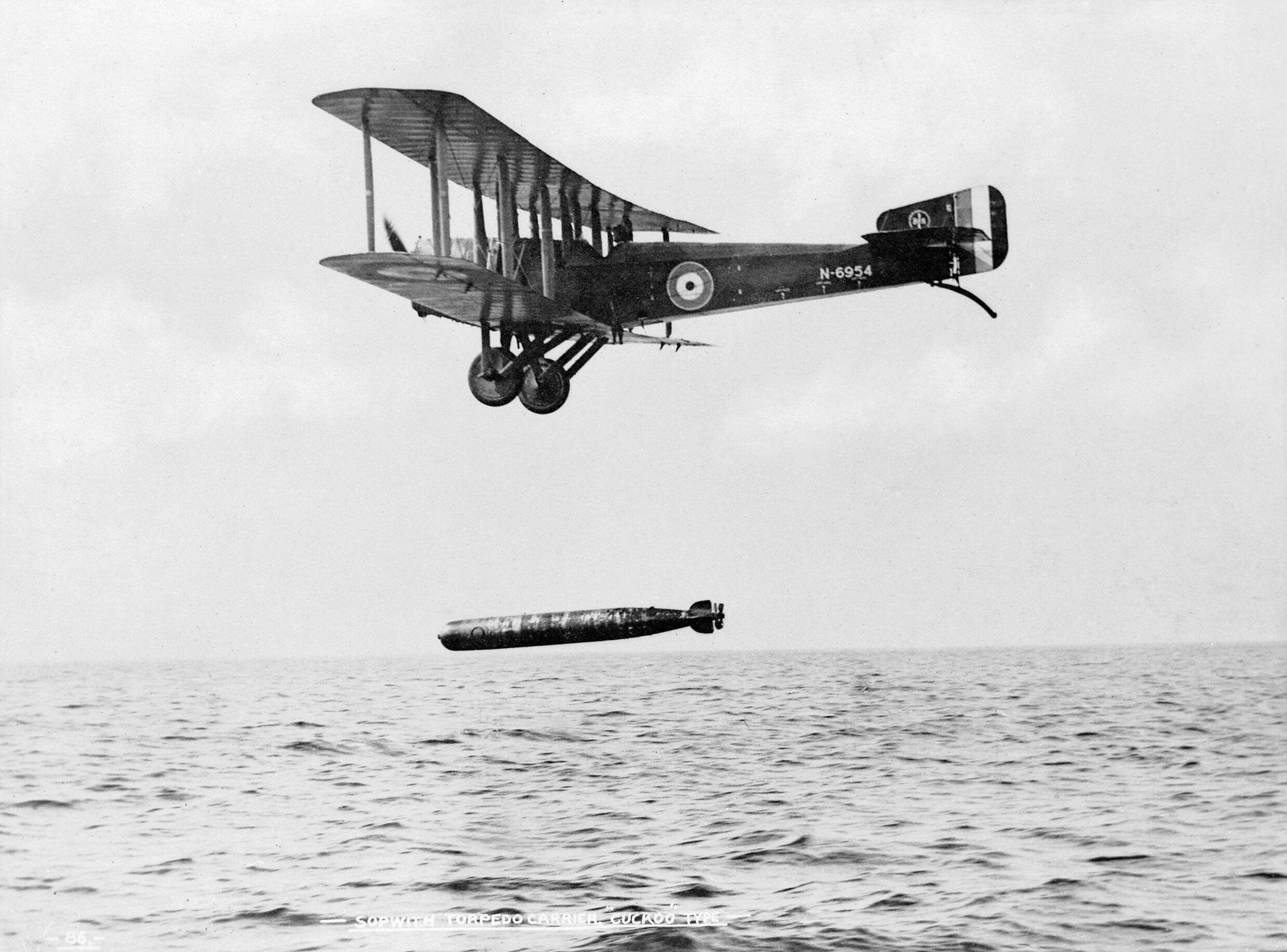
영국이 1917년에 개발한 소프위드 쿠쿠가 제1차 세계대전당시 어뢰를 투하하고있다.

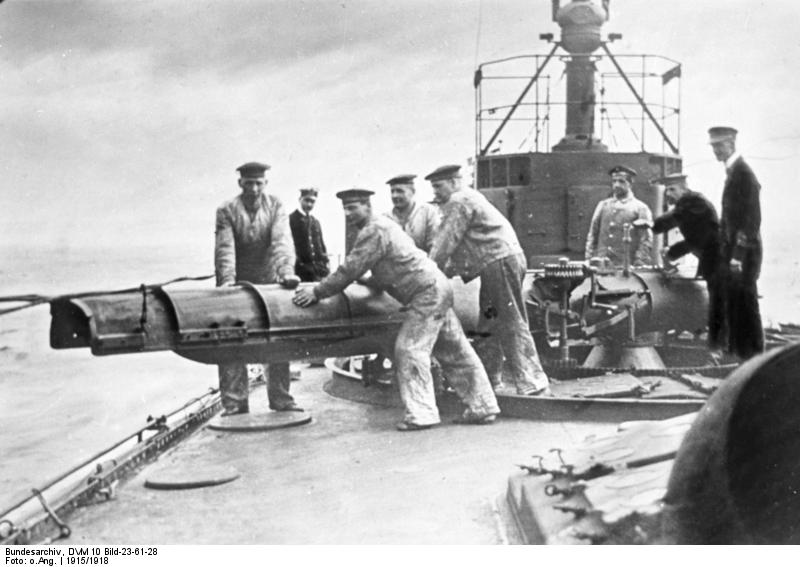
제1차 세계대전중인 1915년 촬영되었으며 어뢰를 발사하고 있다.

1차대전 이후 대함거포시대의 해전은, 주력 전함이 서로 견제하는 가운데 구축함과 경순양함이 어뢰로 타격전을 벌이는 형태가 되리라고 예상하고 있었으며 따라서 1차대전 이후 군비경쟁에 돌입한 각국은 우수한 전함과 함께 우수한 어뢰를 개발하는 데 상당한 노력을 기울였다.이탈리아 제국 해군의 어뢰정들이 오스트리아-헝가리 제국해군의 전함을 격침시키는데도 성공했다. 그러나 항공기/항공모함의 출현으로 이러한 형태의 해전은 이루어지지 않았다.항공기가 어뢰를 직접 투하해 적 군함을 공격하는 본격적인 뇌격기도 등장하게 되었으며 독일 해군의 유보트급 잠수함들은 무제한 잠수함전을 펼쳐서 3척의 장갑순양함을 침몰시키기 시작해 수백여척의 영국 상선들을 격침시켜 해상봉쇄를 시도했으며 미국 상선들도 침몰시켰고 이는 미국의 1차대전 개입으로 결과가 나타나게 된다.2차대전 시 어뢰는 본격적으로 항공기에서 투하되어 적 함을 공격하는 형태와 잠수함에서 발사되어 적 함을 공격하는 형태로 사용되게 된다. 양대 세계대전 동안 독일군은 유보트를 1,158척을 건조하여, 연합군의 군함 ·상선 5,150척(총톤수 2157만 726t)을 격침시켰다.1차대전처럼 여전히 군함간의 어뢰발사를 동반한 교전도 종종 이루어지게 되었으며 특히 전쟁 초기인 1942년 8월,영국 해군 순양함이 이탈리아 해군 어뢰정의 기습에 침몰당했다.미국 해군 구축함들은 일본 군함들을 상대로 어뢰를 발사했으며 일본 해군 역시 구축함들이 어뢰들을 탑재한채로 수송함을 호위하거나 적함정과 교전하는 '수뢰전대'교리를 사용했다.1944년 사마르 해전에서 미국 해군 구축함 존스턴호가 일본 해군 중순양함 구마노에 어뢰를 명중시켜 함수부분을 완전히 침몰시키게 했다.1945년 5월,영국 해군 구축함이 발사한 어뢰에 의해 일본은 중순양함 하구로가 격침당하는 굴욕을 당하게 된다. 또한 종전 직전 일본 순양함 두 척은 각각 미국과 영국 잠수함의 공격을 받아 침몰하게 된다.당대 세계 최대의 항공모함이였던 시나노역시 미국 잠수함의 어뢰공격으로 격침되기도 했다.일본 제국은 2차대전 말기 최후의 발악으로 가미카제 병기중 하나인 가이텐어뢰를 사용하기도 했으며 말그대로 사람이 직접 조종해 적함을 공격하는 비인간적인 자폭 병기이다.
2차세계대전 이후 어뢰 실전사례도 많으며 한국전쟁당시 미국 해군 뇌격기가 공중에서 어뢰를 발사했었다.6일 전쟁당시 이스라엘 해군 군함이 어뢰와 함포공격을 받았으며 이로 인해 46명의 승조원이 사망했다.1971년 제3차 인도 파키스탄 전쟁당시 파키스탄군 잠수함이 인도군 호위함을 격침시켜 18명의 장교와 176명의 승조원이 사망했다.포클랜드 전쟁당시 역사상 최초의 핵잠수함 실전사례가 만들어졌으며 영국 해군 공격원잠이 아르헨티나 해군의 기함인 벨그라도 순양함을 격침시켜 323명이 사망했다.또한,2010년 북한이 발사한 어뢰에 천안함 피격 사건이 발생해 대한민국에 충격을 주었다.
미사일이 발전하면서, 항공기 탑재형 어뢰는 대함미사일로 대치되게 되고, 현재 어뢰는 잠수함의 주요 무장으로 사용되고 있다. 또한 잠수함을 공격하기 위한 항공기 또는 수상함 탑재형 경어뢰도 사용되고 있다.직접 타격으로 인한 함정의 손상을 일으키기 보단 선체 하부에서 기폭시켜 수중폭발(UNDEX)에 의한 선체 종강도 상실을 유도하여 함정을 격침 시킨다.
미국 해군이나 러시아 해군 수상함들의 어뢰발사관과는 달리 영국 해군, 프랑스 해군의 경우 어뢰발사구획이 선체 내부로 밀폐되어 있는 방식이다.

## 대한민국의 어뢰 개발
대한민국은 1974년부터 어뢰 개발을 시작했으며 시제 KT-75어뢰의 수중에서 직진 수행 기능을 테스트해보았다. 그러나 여러 실패를 겪게 되고 1977년에는 바닷속에서 어뢰시제품을 분실하기도 했다.1979년 2월, 미국으로부터 MK44어뢰의 도면을 받아서 만든 시제품 두 기가 수중무기시험장에서 성공적인 시험을 마쳤다.이것을 기반으로 1981년부터 1986년까지 대한민국 최초의 어뢰인 K744가 개발되었으며 Mk44 어뢰보다 천해 유도제어와 음향탐지 성능이 우수하다고 평가받았다. 대한민국의 장보고급 잠수함도입으로 독일로부터 SUT중어뢰들을 구입했으며 돌고래급 잠수정에는 미국제 MK37중어뢰를 구입하려 했으나 미국의 거부로 결국 중어뢰를 독자개발할 필요가 있게 되었고 국방과학연구소를 중심으로 9년간 중어뢰 개발이 진행되었으며 1998년 7월 6일,대한민국은 백상어 어뢰를 개발하게 되었으며 세계 여덟번째 어뢰 독자 개발국의 지위를 얻게 된다. 국방과학연구소는 또한 대잠용 경어뢰도 개발하였으며 1995년 채계개발에 착수한 뒤 2004년 청상어 어뢰를 개발해 양산 및 배치하였으며 대한민국 해군의 P-3, 링크스,여러 수상함정에 탑재되어 운용중이다. 대한민국 해군은 수직발사관에서 발사해 적 잠수함을 공격할 수 있는 홍상어 어뢰를 2000년부터 국방과학연구소의 주관으로 개발을 시작했으며 2010년부터 1차 사업분 50발이 인도되었는데 2012년 7월 25일,동해상에서 발사 시험을 했으나 목표물을 타격하지 못하고 유실되었고,2012년 9월부터 2013년 2월까지 홍상어 8발을 발사해 품질검사를 했으나 8발 중 5발이 명중해 전투용 적합기준을 충족시키지 못했다.2013년 7월부터 9월까지 개시된 사격시험에서도 4발중 한발이 명중을 못해 사격시험을 재개하기로 결정했으며 결국 2014년 5월 26일에는 홍상어 3발 모두 표적 명중에 성공했다.차기 중어뢰인 범상어 어뢰는 2007년부터 소요재기되었으며 2012년 8월부터 개발이 시작되어 2016년 개발 완료할 예정이며 2017년까지 700억원의 예산이 투입된다.

## 어뢰의 크기
어뢰는 발사관 직경에 따라 크기가 정해진다. 대부분 국가에서 사용하는 잠수함의 어뢰발사관은 533mm구경을 표준으로 사용하기 때문에 이에 맞춰 어뢰의 길이는 대개6~6.5m,중량은1.4~1.5t정도이며 냉전시대에 미국 항공모함을 격침시키기 위해 개발된 러시아제 650mm초대형 어뢰들은 길이가 8m,중량은 3~4t에 이른다. 한편 항공기에서 탑재하는 어뢰들은 크기가 훨씬 작으며,이들 경어뢰는 발사관의 용적에 제한을 받지 않기 때문에 크기가 다양하다.

## 유도 방식

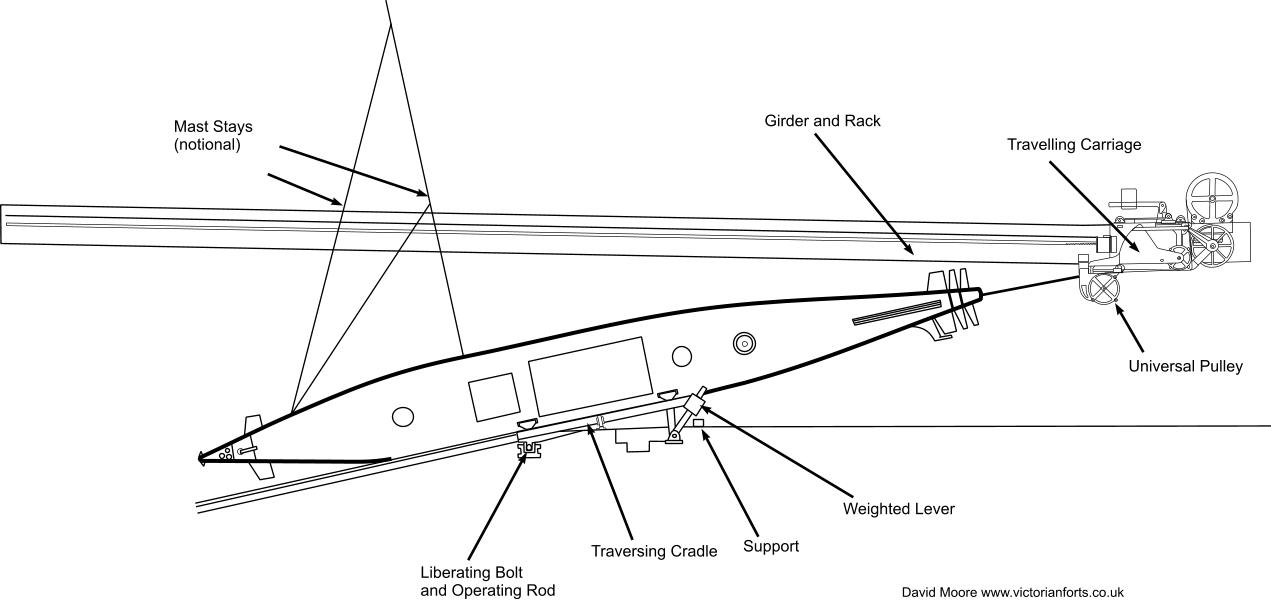
최초의 유도 어뢰인 브레넨 어뢰

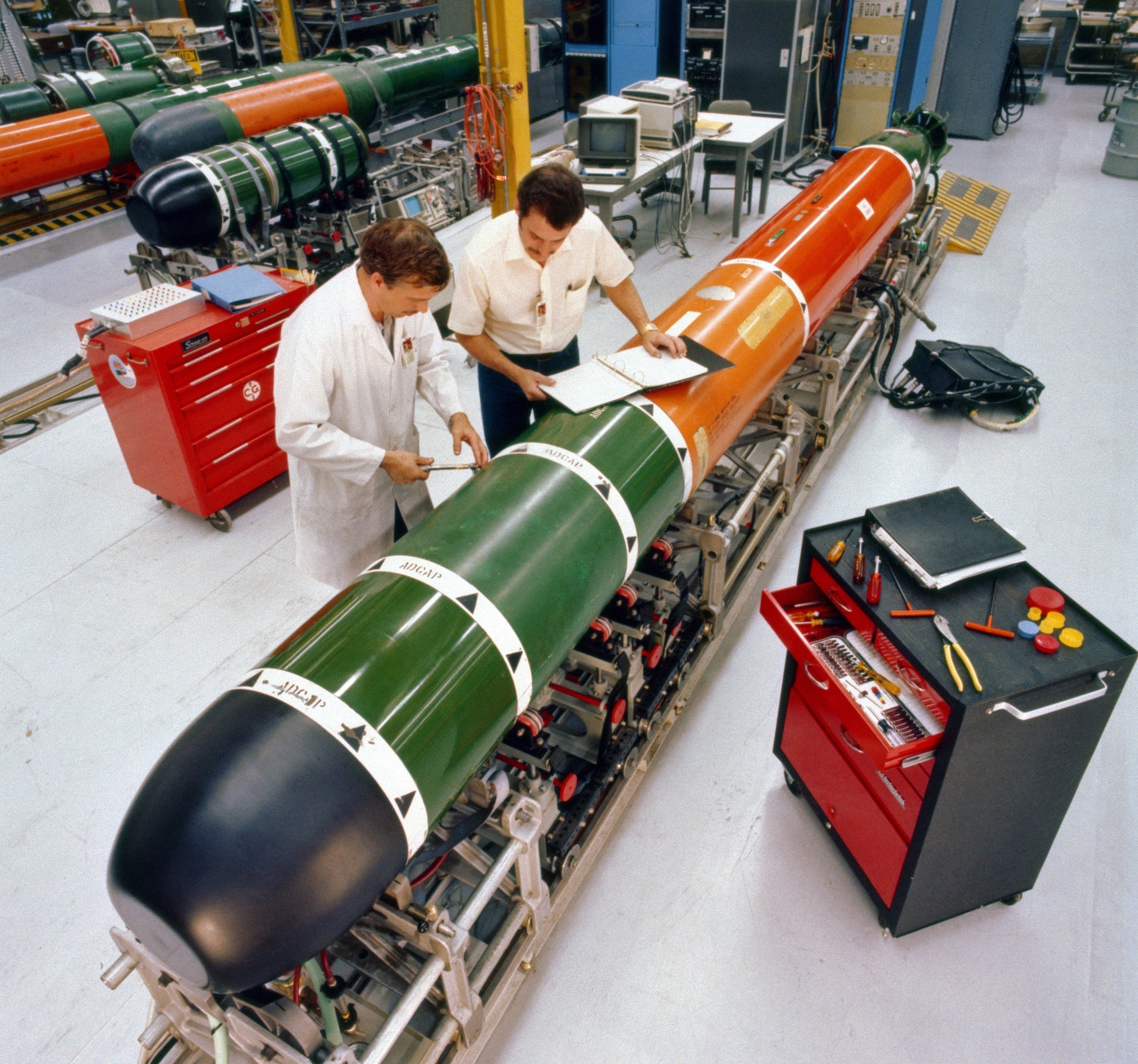
대표적인 유도 어뢰인 미국의 마크 48 어뢰

무선 유도(Acoustic Homing Torpedo)-대부분의 유도 어뢰가 이 방식을 채용하고 있으며 적의 음파를 탐지해 공격하는 방식이다.음향 유도 어뢰라고도 불린다.머리 부분에 소형 소나를 탑재해서 목표 함정이 내는 음파를 추적하거나 스스로 음파를 탐신하여 반사음을 통해서 추적하게 되는데 최초 발사 후 항주 중에는 패시브 방식으로 목표가 내는 소음을 탐색하여 유도되고 종말에는 어뢰쪽에서 음파를 직접 쏘아 적함에 부딪혀 되돌아온 반사파를 추적하는 액티브 방식을 사용한다.대한민국 해군의 백상어 어뢰가 이 유도방식을 사용한다. 단점은 기만체에 속기 쉽다.
유선 유도(Wireguided Torpedo)-어뢰와 잠수함 사이에 연결된 케이블이 있어서 잠수함에서 직접 조종할 수 있는 유도 방식이다. 대부분 잠수함용 중어뢰들은 유도케이블을 이용해 어뢰를 직접 조종하는게 가능하다.어뢰는 내부 용적이 적기 때문에 어뢰에 탑재한 소나의 탐지능력이 떨어지는 부분을 잠수함에 탑재한 대형 소나로 보완해주기 위해서이다.어뢰로부터 상황을 전달받을 수도 있고 호밍 유도방식과는 다르게 상대의 기만체에 어뢰가 속는것을 막을 수 있다. 단 잠수함이 직접 조종해야하는 만큼 시간이 오래걸리며 유도 도중에 공격받을 수 있는 단점이 있다. 그래서 어뢰와 잠수함간의 수많은 정보가 교환되어야 하며 이러한 방식은 TVT(Track via Torpedo)로 불리며 패트리어트 미사일의 TVM(Track via Missile)방식과 흡사하다.대한민국 해군이 운용중인 유선 유도 어뢰는 독일제 SUT중어뢰가 있다.
웨이크 호밍 유도(Wake Homing Torpedo)-함이 항진할 때 생기는 항적을 추적하는 어뢰로 기만체에 속지 않을 수 있다.개발국가는 러시아, 독일, 프랑스/이탈리아(BlackShark), 스웨덴 등이며 대표적으로 러시아의 UGST와 프랑스와 이탈리아의 Black shark 등이 있다.대한민국 해군의 차기 중어뢰인 범상어는 이 유도방식을 사용할 예정이다.
무유도-현재는 기술의 발달로 유도 어뢰들이 사용되지만 북한 해군같은 경우에는 수발의 무유도 어뢰를 동시에 발사해 화망을 구축하는 전술을 여전히 사용하고있다.

## 추진 방식
제2차 세계대전직후 어뢰는 목표물보다 50%이상 빨라야 한다는 공식이 정립되었으며 이후 등장한 디젤 잠수함들이 20노트였을 때 어뢰는 30노트의 속도도 충분했으나 냉전이 도래하면서 핵잠수함이 등장하고 30노트가 넘는 순항속도를 자랑하자 어뢰도 50노트 이상의 속도를 내야했고 서방 각국은 고속의 속도를 낼 수 있는 효율적인 추진방식을 개발했다.
열기관추진 어뢰-냉전시대 기술로는 아직 전기추진식 고속 어뢰를 개발할 수 없었고 화학연료를 쓰는 열기관추진 어뢰가 개발되었다. 영국의 스피어피시어뢰는 가스터빈 엔진에 의해 추진되는데 70노트이상의 속도를 낼 수 있어서 소련 해군의 알파급 공격원잠도 추적이 가능했다. 또한 미국의 마크 48 어뢰는 55노트이상의 속도를 낼 수 있으며 스웨덴의 Torpedo2000은 피스톤 엔진으로 50노트 이상의 속력을 낼 수 있다. 단점은 기본적으로 소음이 크며,또한 열기관 어뢰는 항주 중 배기가스를 방출하는데 수심이 싶어질수록 수압 때문에 배기가스를 보내지 못해 속력 저하 현상이 발생할 수 있다. 미국이 이 문제를 해결하기 위해 배기가스를 배출하지 않는 폐쇄 사이클 엔진을 채용한 MK-50중어뢰를 개발하기도 했다.
2015년 기준으로 대한민국 해군에는 50노트 이상의 고속 중어뢰는 아직 없다. 대한민국 해군의 백상어 어뢰가 35노트인데 비해 일본의 89식 어뢰는 55노트 이상의 속도를 낼 수 있어 핵잠수함도 추적이 가능하다. 대한민국은 60노트 이상의 속도를 낼 수 있는 차기 중어뢰 범상어 어뢰를 개발할 예정이다.

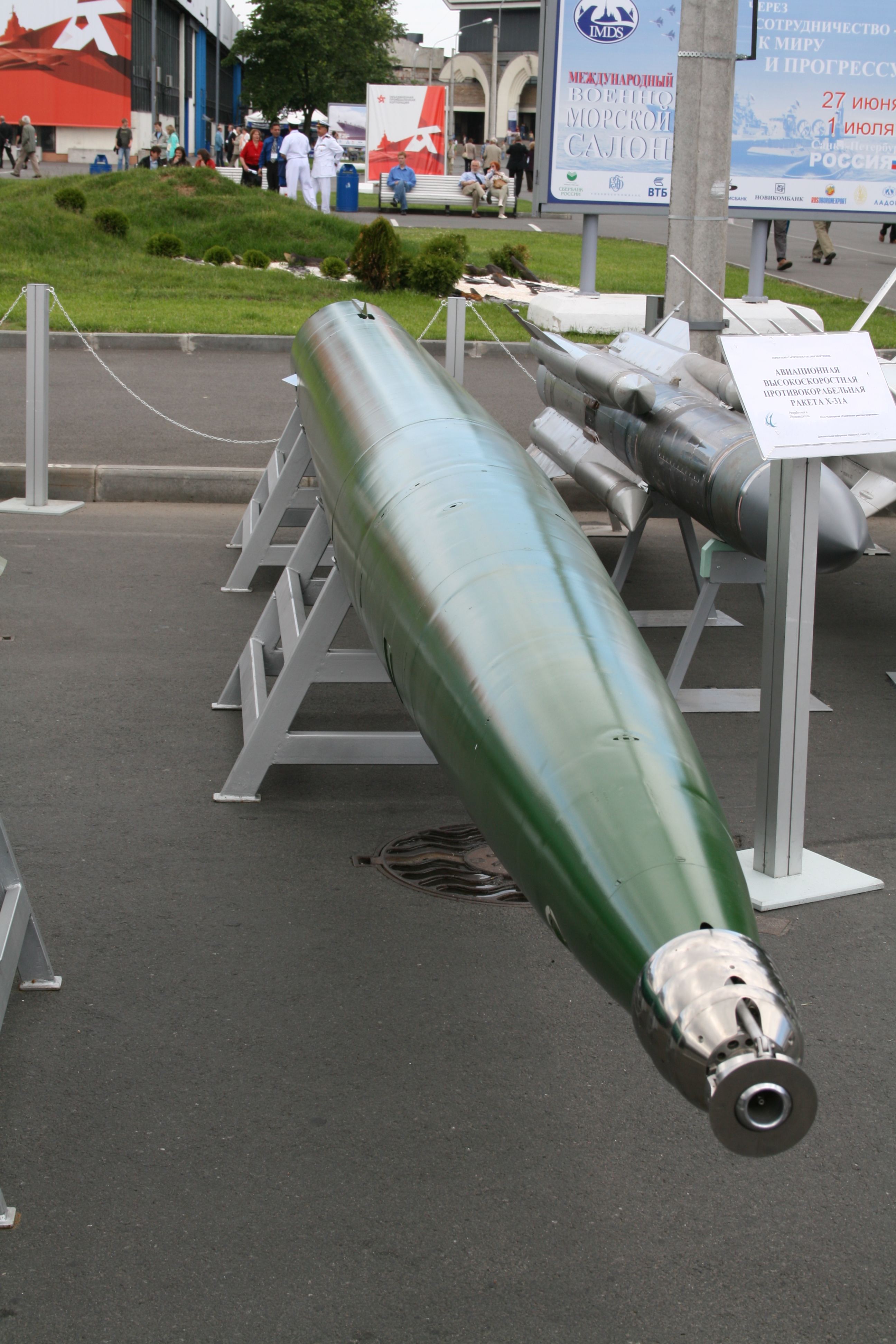
러시아의 초공동 어뢰 쉬크발의 모습

초공동 어뢰-러시아에서 개발된 초공동 어뢰는 수중 로켓으로 불릴 만큼 빠른 속도를 자랑한다. 초공동 어뢰는 초공동 현상을 이용한 것으로, 기포로 어뢰를 전부 덮어 수중 저항을 최소화 시켜 빠른 속도를 자랑한다. 특히 구 소련은 1970년대 말 최대 시속 380km,즉,시속 200노트의 속도를 가진 VA-111 쉬크발 초공동 어뢰를 개발하는데 성공했고, 이후 러시아는 유도가 가능한 초공동 어뢰를 개발 중에 있다. 이밖에 이란은 후크라는 초공동 어뢰를 개발했으며, 독일은 최대 시속 800km를 자랑하는 바라쿠다 초공동 어뢰를 개발 중에 있다.
대한민국의 국방과학연구소 또한 초공동어뢰를 2015년 말에 개발했다.

## 현대의 어뢰
어뢰는 흔히 알려진 것처럼 느린 속도에 값도 싼 구식 무기체계가 아니다. 음향유도를 위해 정밀한 소나와 음향분석기를 탑재한 현대의 신형 어뢰들은 사실상 컴퓨터를 탑재하고 있다고 봐도 된다. 가격도 한발당 10~20억 원에 이르는 초고가 무기체계다. 대한민국 해군이 운용중인 독일제 SUT중어뢰는 한발당 100만 달러로 알려져 있다.

## 각국의 어뢰
- 대한민국 해군-청상어 어뢰, 백상어 어뢰, 홍상어 어뢰, 범상어 어뢰 등
- 미국 해군-마크 48 어뢰,마크 44 어뢰,마크 46 어뢰,마크 50 어뢰 등
- 중국 인민해방군 해군-Yu-3,ET32,TYPE 65,Yu-8등
- 러시아 해군-53-65KE, VA-111 쉬크발 등
- 일본 해상자위대-73식 어뢰, 89식 어뢰, 97식 어뢰 등

## 같이 보기
- 기뢰
- 대한민국 해군의 어뢰: 청상어, 백상어, 범상어
- 인간 어뢰
- 가이텐